# Участка Нагаєвського лісничества
Уча́стка Нага́євського лісни́чества (рос. Участка Нагаевского лесничества, башк. Нуғай урмансылығы участкаһы) — селище у складі Башкортостану, Росія. Входить до складу Уфимського міського округу, Жовтневого району міста Уфа.
Населення — 15 осіб (2010, 20 у 2002).
Національний склад:
- росіяни — 65 %